# Gas ideale quantistico
In meccanica statistica il gas ideale quantistico è un gas ideale tale che le particelle che lo compongono sono indistinguibili, e vanno trattate nell'ambito della meccanica quantistica.
In natura esistono due tipi fondamentali di particelle identiche: i fermioni e i bosoni: un insieme di fermioni è descritto da un autostato antisimmetrico rispetto allo scambio di due particelle, mentre per i bosoni l'autostato è simmetrico; riguardo alla statistica, per i fermioni si usa la statistica di Fermi-Dirac, mentre per i bosoni la statistica di Bose-Einstein. La natura di questa differenza risiede in particolare nella proprietà dello spin delle particelle: secondo il teorema spin-statistica, particelle con spin intero sono bosoni e particelle con spin semiintero sono fermioni.

## Gas ideali
In meccanica statistica quantistica parlando di un gas ideale quantistico intendiamo un gas le cui interazioni tra particelle possono essere trascurate. L'hamiltoniana di un gas ideale non interagente composto da N particelle identiche in un volume {\displaystyle L^{3}=V} è:
{\displaystyle {\mathcal {H}}=\sum _{i=1}^{N}{\frac {p_{i}^{2}}{2m}}}
dove {\displaystyle p_{i}} è l'impulso della particella i-esima. La meccanica statistica vuole che a partire dall'hamiltoniano {\displaystyle {\mathcal {H}}} possiamo ricavare gli autovalori {\displaystyle \varepsilon _{\mathbf {p} }} e le autofunzioni {\displaystyle \phi } per ciascuna particella, risolvendo l'equazione agli autovalori:
{\displaystyle {\mathcal {H}}\phi _{n}=\varepsilon _{\mathbf {p} }\phi _{n}}
dove identifichiamo gli autovalori con le energie {\displaystyle \varepsilon _{\mathbf {p} }} dipendenti solo dall'impulso poiché l'energia è solo cinetica. Ogni autovalore è quindi:
{\displaystyle \varepsilon _{\mathbf {p} }={\frac {p^{2}}{2m}}}
dove:
{\displaystyle \mathbf {p} ={\frac {2\pi \hbar }{L}}\mathbf {n} }
{\displaystyle \mathbf {n} } è un numero intero. Questi livelli energetici per un sistema macroscopico sono continui.
Lo stato di un sistema ideale è completamente individuato dai suoi numeri di occupazione. Questi numeri significano che nello stato in questione vi sono {\displaystyle n_{\mathbf {p} }} particelle con impulso {\displaystyle \mathbf {p} } o equivalentemente che ci sono {\displaystyle n_{\varepsilon }} particelle di energia {\displaystyle \varepsilon }. Ovviamente l'energia totale del sistema di N particelle è:
{\displaystyle E=\sum _{\mathbf {p} }\varepsilon _{\mathbf {p} }\cdot n_{\mathbf {p} }}
{\displaystyle N=\sum _{\mathbf {p} }n_{\mathbf {p} }}
Ebbene per un sistema di bosoni {\displaystyle n_{p}=0,1,2,...} infatti non vi è alcuna restrizione al numero di particelle che possono avere uno stato descritto da un particolare valore dell'impulso, mentre per i sistemi di fermioni {\displaystyle n_{p}=0,1}, infatti per tali particelle non vi possono essere più di una sola particella che occupa uno stesso stato con quel valore dell'impulso, questa differenza fondamentale è dovuta al principio di esclusione di Pauli e all'indistinguibilità delle particelle. Per un gas di Boltzmann possiamo assumere che {\displaystyle n_{p}=0,1,...} analogamente ai bosoni, le particelle che possono essere trattate con Boltzmann non subiscono alcuna restrizione sui numeri di occupazione.
Abbiamo detto che i livelli energetici di un gas sono quasi-continui. Supponiamo che il nostro gas abbia un'energia E assegnata. Lo spettro di energia forma un continuo di livelli e pensiamo di dividere questo continuo in celle i, ognuna delle quali ha un numero {\displaystyle g_{i}} di livelli energetici. Il numero di occupazione di ogni cella: {\displaystyle n_{i}}, è la somma di {\displaystyle n_{\mathbf {p} }} particelle di impulso {\displaystyle \mathbf {p} } contenuto nella cella. Allora chiamiamo {\displaystyle W\{n_{i}\}} il numero degli stati del sistema corrispondenti all'insieme dei numeri di occupazione {\displaystyle \{n_{i}\}}, così:
{\displaystyle \Gamma (E)=\sum _{n_{i}}W\{n_{i}\}}
cioè
{\displaystyle W\{n_{i}\}=\Pi _{j}\omega _{j}\ }
dove {\displaystyle \omega _{j}} è il numero dei modi in cui possiamo sistemare {\displaystyle n_{i}} particelle nella cella i-esima.
- Per un gas di Bose ogni livello energetico può essere occupato da qualsiasi numero di particelle, ogni cella può contenere quanto vogliamo particelle quindi si hanno le combinazioni con ripetizione, data l'indistinguibilità delle particelle:

{\displaystyle \omega _{j}={n_{j}+g_{j}-1 \choose n_{j}}={\frac {(n_{j}+g_{j}-1)!}{n_{j}!(g_{j}-1)!}}}
così:
{\displaystyle W\{n_{j}\}=\Pi _{j}{\frac {(n_{j}+g_{j}-1)!}{n_{j}!(g_{j}-1)!}}}
- Per un gas di Fermi il numero di particelle che possono occupare un livello è 0 (nessuna) oppure 1. Pertanto si hanno le combinazioni:

{\displaystyle \omega _{j}={\frac {g_{j}!}{n_{j}!(g_{j}-n_{j})!}}}
{\displaystyle W\{n_{j}\}=\Pi _{j}{\frac {g_{j}!}{n_{j}!(g_{j}-n_{j})!}}}
- Per un gas di Boltzmann invece scambiare impulsi tra le particelle porta ad un nuovo stato ma non cambia {\displaystyle \{n_{\mathbf {p} }\}} per cui dovrebbe essere:

{\displaystyle N!\Pi _{j}{\frac {g_{j}^{n_{j}}}{n_{j}!}}}
ma per il paradosso di Gibbs, dobbiamo tenere conto del corretto conteggio di Boltzmann e dividiamo questa quantità per {\displaystyle N!}, per cui:
{\displaystyle W\{n_{j}\}=\Pi _{j}{\frac {g_{j}^{n_{j}}}{n_{j}!}}}

### Entropia
Sulla base del conteggio dei numeri di occupazione possiamo ricavare l'entropia:
{\displaystyle S=k\log \Gamma (E)\ }
se sommiamo {\displaystyle W\{n_{i}\}} su tutti gli stati {\displaystyle \{n_{i}\}}. Per fare questo supponiamo che vada bene:
{\displaystyle S=k\log W\{{\overline {n_{i}}}\}}
infatti {\displaystyle \Gamma (E)} è ben approssimato da {\displaystyle W\{{\overline {n_{i}}}\}}, per dimostrarlo bisognerebbe massimizzare la funzione {\displaystyle W\{n_{i}\}} tenendo conto dei vincoli {\displaystyle E=\sum \varepsilon _{i}n_{i}} ed {\displaystyle N=\sum n_{i}}. Il calcolo mostra che per la statistica di Bose:
{\displaystyle {\overline {n_{i}}}={\frac {g_{i}}{z^{-1}e^{\beta \varepsilon _{i}}-1}}}
per quella di Fermi:
{\displaystyle {\overline {n_{i}}}={\frac {g_{i}}{z^{-1}e^{\beta \varepsilon _{i}}+1}}}
per quella di Boltzmann:
{\displaystyle {\overline {n_{i}}}=g_{i}ze^{-\beta \varepsilon _{i}}}
presi con i rispettivi segni, dove {\displaystyle z=e^{\beta \mu }} è la fugacità e {\displaystyle \beta =1/kT} è la beta termodinamica. Oppure, per un gas di Bose:
{\displaystyle {\overline {n_{\mathbf {p} }}}={\frac {1}{z^{-1}e^{\beta \varepsilon _{\mathbf {p} }}-1}}}
per un gas di Fermi:
{\displaystyle {\overline {n_{\mathbf {p} }}}={\frac {1}{z^{-1}e^{\beta \varepsilon _{\mathbf {p} }}+1}}}
e per un gas di Boltzmann:
{\displaystyle {\overline {n_{\mathbf {p} }}}=ze^{-\beta \varepsilon _{\mathbf {p} }}}
Sulla base di questi valori medi si può calcolare esplicitamente l'entropia:
- Bose:

{\displaystyle S=k\sum _{i}g_{i}\left[-{\frac {\log z-\beta \varepsilon _{i}}{z^{-1}e^{\beta \varepsilon _{i}}-1}}-\log \left(1-ze^{-\beta \varepsilon _{i}}\right)\right]}
- Fermi:

{\displaystyle S=k\sum _{i}g_{i}\left[{\frac {\log z-\beta \varepsilon _{i}}{z^{-1}e^{\beta \varepsilon _{i}}+1}}+\log \left(1+ze^{-\beta \varepsilon _{i}}\right)\right]}
- Boltzmann:

{\displaystyle S=zk\sum _{i}g_{i}e^{-\beta \varepsilon _{i}}\left(\beta \varepsilon _{i}-\log z\right)}

## Funzione di partizione per i gas ideali quantistici
Per avere una trattazione specifica a partire dai gas ideali quantistici si veda gli insiemi statistici Insieme Microcanonico, canonico e gran canonico trattati secondo la meccanica statistica quantistica e i gas di Fermi e di Bose.
Per i gas ideali trattati con la meccanica statistica quantistica la funzione di partizione canonica è data da:
{\displaystyle Z(V,T)=\sum _{\{n_{\mathbf {p} }\}}g\{n_{\mathbf {p} }\}e^{-\beta E\{n_{\mathbf {p} }\}}}
dove sussistono sempre le condizioni:
{\displaystyle E\{n_{\mathbf {p} }\}=\sum _{\mathbf {p} }\varepsilon _{\mathbf {p} }n_{\mathbf {p} }}
{\displaystyle \sum _{\mathbf {p} }n_{\mathbf {p} }=N}
Per un gas di Boltzmann:
{\displaystyle \log Z=N\log \left[{\frac {V}{N}}\left({\frac {mkT}{2\pi \hbar ^{2}}}\right)^{3/2}\right]}
Per un gas di Fermi e di Bose invece utilizziamo la funzione di partizione gran canonica:
{\displaystyle {\mathcal {Z}}=\sum _{N=0}^{\infty }z^{N}Z(V,T)=\sum _{N=0}^{\infty }\sum _{\{n_{\mathbf {p} }\}}z^{N}e^{-\beta \sum _{\mathbf {p} }\varepsilon _{\mathbf {p} }n_{\mathbf {p} }}}
ma la doppia sommatoria si può esprimere anche come:
{\displaystyle {\mathcal {Z}}=\sum _{n_{0}}\sum _{n_{1}}\cdots \left[\left(ze^{-\beta \varepsilon _{0}}\right)^{n_{0}}\cdot \left(ze^{-\beta \varepsilon _{1}}\right)^{n_{1}}\cdots \right]=\Pi _{\mathbf {p} }\left[\sum _{n}\left(ze^{-\beta \varepsilon _{\mathbf {p} }}\right)^{n}\right]}
quindi per un gas di Bose:
{\displaystyle {\mathcal {Z}}(V,T,z)=\Pi _{\mathbf {p} }{\frac {1}{1-ze^{-\beta \varepsilon _{\mathbf {p} }}}}}
per un gas di Fermi:
{\displaystyle {\mathcal {Z}}(V,T,z)=\Pi _{\mathbf {p} }(1+ze^{-\beta \varepsilon _{\mathbf {p} }})}

### Equazioni di stato e numero di particelle
A partire dalla funzione di partizione gran canonica possiamo ricavare immediatamente le equazioni di stato dei gas ideali quantistici:
- Bose:

{\displaystyle PV=kT\log {\mathcal {Z}}(V,T,z)=-\sum _{\mathbf {p} }\log \left(1-ze^{-\beta \varepsilon _{\mathbf {p} }}\right)}
- Fermi:

{\displaystyle PV=kT\log {\mathcal {Z}}(V,T,z)=\sum _{\mathbf {p} }\log \left(1+ze^{-\beta \varepsilon _{\mathbf {p} }}\right)}
Il numero di particelle si ricava subito:
- Bose:

{\displaystyle N=z{\frac {\partial }{\partial z}}\log {\mathcal {Z}}(V,T,z)=\sum _{\mathbf {p} }{\frac {ze^{-\beta \varepsilon _{\mathbf {p} }}}{1-ze^{-\beta \varepsilon _{\mathbf {p} }}}}}
- Fermi:

{\displaystyle N=z{\frac {\partial }{\partial z}}\log {\mathcal {Z}}(V,T,z)=\sum _{\mathbf {p} }{\frac {ze^{-\beta \varepsilon _{\mathbf {p} }}}{1+ze^{-\beta \varepsilon _{\mathbf {p} }}}}}